# Aeroportul Kornasoren
Aeroportul Kornasoren (IATA: FOO, ICAO: WABF) este un aeroport din Pulau Numfor⁠(d), Biak Numfor⁠(d), Papua⁠(d), Indonezia.
Situat la o altitudine de 3 m, aeroportul dispune de o singură pistă.